# Scott Kalitta

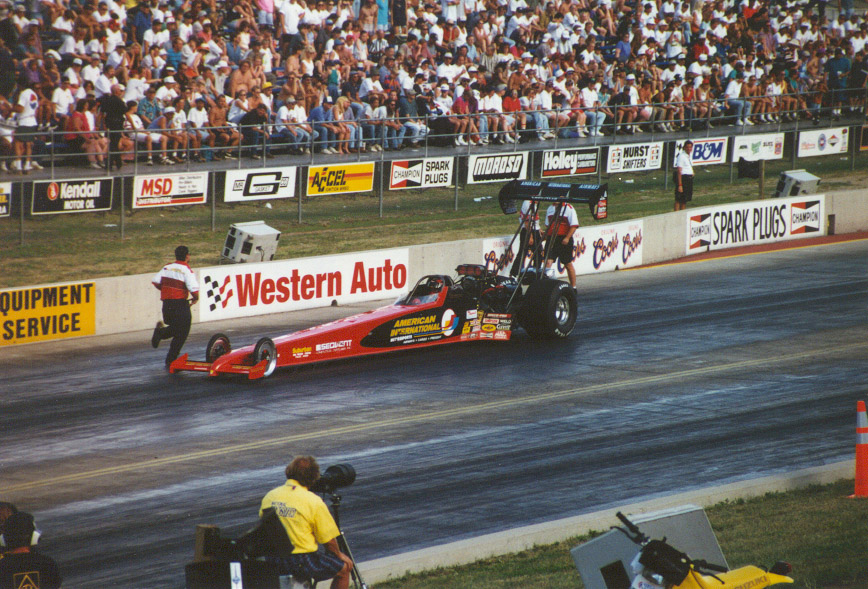
Kalittas Top Fuel Dragster (2007)

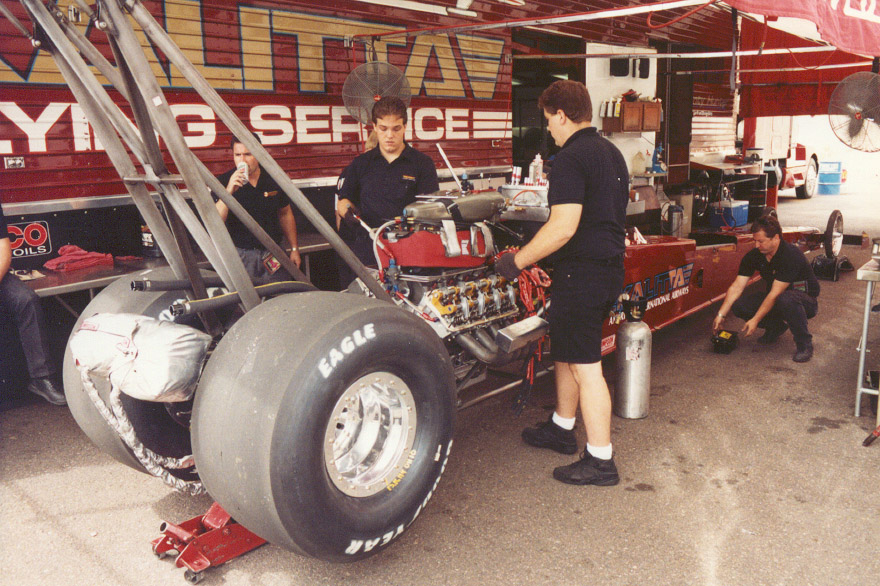
Kalittas Crew arbeitet an seinem Dragster

Scott Kalitta (* 18. Februar 1962 in Santa Monica, Kalifornien; † 21. Juni 2008 in Englishtown, New Jersey) war ein US-amerikanischer Dragsterpilot.
Kalitta begann seine Karriere im Jahr 1982. Bereits sein Vater Conrad war Dragsterrennen gefahren. Seine größten Erfolge waren die Gesamtsiege 1994 und 1995 in der Top Fuel Klasse, in der er 17 seiner insgesamt 18 Laufsiege erzielte. Nach der Saison 1997 zog er sich erstmals vom Rennsport zurück. Im Jahr 1999 nahm er wieder an zehn Rennen teil, kehrte aber erst 2003 wieder dauerhaft zu den Dragstern zurück. Er fuhr nunmehr gemeinsam mit seinem Cousin Doug im familieneigenen Team.
Am 21. Juni 2008 bestritt er einem Qualifikationslauf für Top Fuel Funny Cars im Old Bridge Township Raceway Park. Auf dieser Strecke hatte er 1982 sein erstes Rennen gefahren. Dabei geriet sein Toyota Solara in Brand, der Bremsschirm versagte bei 485 km/h und das Fahrzeug prallte gegen eine Betonwand. Er erlag kurze Zeit später in einem Krankenhaus seinen Verletzungen. Kalitta hinterließ eine Frau und zwei Söhne.
Nach dem tödlichen Unfall von Scott Kalitta verkürzte die NHRA die Renndistanz der Top-Fuel-Klassen auf 1.000 Fuß (304,80 m).